# Patricia Bergquist
Patricia Rose Bergquist DBE (rođena Smyth, 10. ožujka 1933. – 9. rujna 2009.) bila je novozelandska zoologinja koja se specijalizirala za anatomiju i taksonomiju. U vrijeme svoje smrti bila je zaslužna profesorica zoologije i počasna profesorica anatomije s radiologijom na Sveučilištu u Aucklandu.

## Rani život, obitelj i obrazovanje
Rođena je kao Patricia Rose Smyth u Devonportu, predgrađu Aucklanda, 10. ožujka 1933., Bergquist je bila kći Williama Smytha, električara, i Berthe Ellen Smyth (rođene Penny), domaćice. Školovala se u osnovnoj školi Devonport, a zatim u gimnaziji Takapuna, gdje je bila dux na zadnjoj godini. Zatim je započela studij na Sveučilišnom koledžu u Aucklandu 1950. godine, diplomiravši MSc s prvorazrednim počastima iz botanike 1956.; naslov njezinog magistarskog rada bio je Prilozi proučavanju loxsomaceae. Nakon završetka drugog magistarskog ekvivalenta iz zoologije, pohađala je doktorski studij na Aucklandu i stekla doktorat znanosti, pod nadzorom Williama Roya McGregora i Johna Mortona, na taksonomiji Porifera 1961. godine. Bergquist je prva osoba koja je doktorirala na Sveučilištu u Aucklandu.
Godine 1958., udala se za Petera Bergquista, istaknutog molekularnog biologa, a par je dobio jednu kćer.

## Akademska i istraživačka karijera
Nakon doktorata, Patricia Bergquist studirala je u inozemstvu, isprva na Sveučilištu Yale, nakon čega se vratila na Novi Zeland i postala edukatorica i istraživačica na Sveučilištu u Aucklandu o pitanjima vezanim za anatomiju, taksonomiju i zoologiju, s posebnim zanimanjem za spužve. Osjećala je da nedostaje stabilan okvir klasifikacije više razine koji bi omogućio prepoznavanje generičkih odnosa i olakšao opis novih vrsta. Bergquist je bila prva žena na Sveučilištu u Aucklandu koja je dobila katedru.
Koautorica je (s Mary E. Sinclair) Morfologije i ponašanja ličinki nekih spužvi s intertidalom za New Zealand Journal of Marine and Freshwater Research, koji je objavljen 20. listopada 1967.
Sveučilište u Aucklandu je 1979. godine Bergquist dodijelilo doktorat znanosti, na temelju 28 prijavljenih publikacija.

## Počasti i nagrade
Bergquist je izabrana za člana Kraljevskog društva Novog Zelanda 1982. godine, a 1989. godine Kraljevsko društvo Novog Zelanda odlikovalo ju je Hectorovom spomen-medaljom. U čast Nove godine 1994. imenovana je zapovjednicom Dame reda Britanskog carstva, za zasluge u znanosti.
Njezin suprug, Peter Bergquist, imenovan je časnikom novozelandskog Ordena za zasluge, za zasluge u znanosti, u Kraljičinim rođendanima i dijamantnim jubilarnim počastima 2012. godine.
Bergquist je predstavljena u projektu Kraljevskog društva Novog Zelanda "150 žena u 150 riječi" 2017. godine.

## Smrt
Patricia Bergquist umrla je od raka dojke u Aucklandu 9. rujna 2009. u dobi od 76 godina.